# La Barre (Alto Saona)
 La Barre  es una población y comuna francesa, situada en la región de Franco Condado, departamento de Alto Saona, en el distrito de Vesoul y cantón de Montbozon.

## Demografía
| 73 | 62 | 49 | 63 | 51 | 61 | 80 |
| Para los censos de 1962 a 1999 la población legal corresponde a la población sin duplicidades (Fuente: INSEE [Consultar]) |    |    |    |    |    |    |

## Ficción
En la serie de ficción Star Trek,  La Barre  es el lugar de nacimiento del personaje ficticio capitán Jean-Luc Picard.